# دیو آدامسون
دیو آدامسون (انگلیسی: Dave Adamson؛ ۷ مهٔ ۱۹۵۱) بازیکن فوتبال اهل انگلستان بود.